# Mycket mer än så
Mycket mer än så (engelska: Along for the Ride) är en amerikansk romantisk dramafilm från 2022 skriven och regisserad av Sofia Alvarez, baserad på Sarah Dessens roman med samma namn. I rollerna syns Emma Pasarow, Belmont Cameli, Kate Bosworth, Laura Kariuki, Andie MacDowell och Dermot Mulroney. Filmen släpptes på Netflix den 6 maj 2022.

## Rollista
| Emma Pasarow        | – Auden    |
| Belmont Cameli      | – Eli      |
| Kate Bosworth       | – Heidi    |
| Laura Kariuki       | – Maggie   |
| Andie MacDowell     | – Victoria |
| Dermot Mulroney     | – Robert   |
| Genevieve Hannelius | – Leah     |
| Samia Finnerty      | – Esther   |
| Paul Karmiryan      | – Adam     |
| Marcus Scribner     | – Wallace  |
| Ricardo Hurtado     | – Jake     |

## Produktion
I april 2021 meddelade Deadline Hollywood att produktionen för en filmatisering av Sarah Dessens roman Mycket mer än så (engelska: Along for the Ride) från 2009, hade påbörjats, efter att Netflix hade förvärvat romanens filmrättigheter. Sofia Alvarez, som tidigare har varit med och anpassat två av Jenny Hans romaner för plattformen, anlitades för att skriva manus och regissera filmen.
Huvudfotograferingen började den 22 april 2021 i Carolina Beach i North Carolina, Wilmington, Kure Beach och Oak Island, samt på County Line MX i Bolton i North Carolina, och avslutades i juni.

## Släpp
Mycket mer än så debuterade på Netflix den 6 maj 2022.